# Chery Tiggo 7
O Chery Tiggo 7 é um crossover de porte médio produzido pela Chery sob a série Tiggo. 
No Brasil, desde 2019 é montado em regime CKD na fábrica da Caoa em Anápolis-GO.